# Otlu peynir

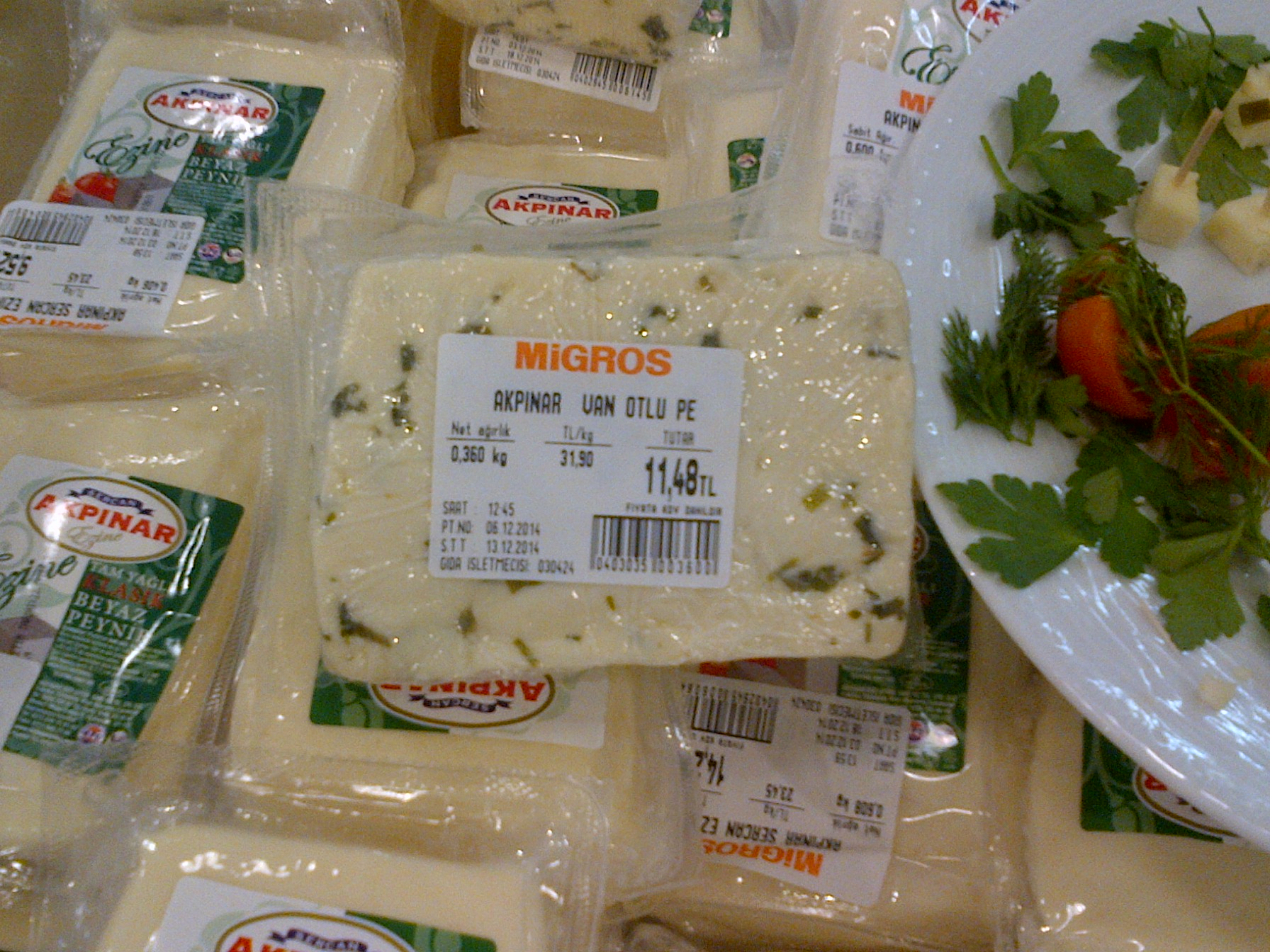
Van otlu peyniri, Formatge amb herbes, de la ciutat de Van, al taulell d'un supermercat d'Ankara, Turquia.

Otlu peynir (turc) és un tipus de formatge de la cuina turca fa de la llet d'ovelles o vaca. Són formatges madurats que contenen varietats d'herbes tradicionals de Turquia i s'han fabricat durant més de 200 anys a l'est i sud-est del país. Estan fabricats a partir de llet crua. és un formatge semidur i salat al gust. La seva (aroma) és d'all o farigola a causa de les herbes afegides prèviament. Aproximadament, es posen vint-i-cinc tipus d'herbes, per exemple Allium, Thymus, Silene i Ferula que són de les espècies més populars.
S'usen individualment o en combinats adequats. El més popular d'aquests formatges és el Van otlu peyniri que es produeix principalment a la província de Van de Turquia. Es fabriquen en pobles petits i lleteries. Avui en dia, es produeix en altres ciutats de la regió oriental de Turquia i la seva popularitat augmenta de forma contínua a tot Turquia.

## Espècies utilitzades
1. Ranunculus polyanthemos L.(Ranunculaceae)
2. Nasturtium officinale R. Br. (Brassicaceae)
3. Gympsophila L. spp. (Caryophyllaceae)
4. Silene vulgaris (Maench) Garcke var. vulgaris (Caryophyllaceae)
5. Anthriscus nemorosa (Bieb.) Sprengel (Apiaceae)
6. Carum carvi L. (Apiaceae)
7. Anethum graveolens L. (Apiaceae)
8. Prangos pabularia Lindl. (Apiaceae)
9. Prangos ferulacea (L.) Lind. (Apiaceae)
10. Ferula L. sp. (Apiaceae)
11. Ferula orientalis L. (Apiaceae)
12. Ferula rigidula DC. (Apiaceae)
13. Thymus kotschyanus Boiss. et Hohen. var. glabrescens Boiss. (Lamiaceae)
14. Thymus migricus Klokov et Des. – Shoct. (Lamiaceae)
15. Mentha spicata L. subsp. spicata (Lamiaceae)
16. Ziziphora clinopodioides Lam. (Lamiaceae)
17. Ocimum basilicum L. (Lamiaceae)
18. Eremurus spectabilis Bieb. (Liliaceae)
19. Allium schoenoprasum L. (Liliaceae)
20. Allium fuscoviolaceum Fomin (Liliaceae)
21. Allium scorodoprasum L.subsp. rotundum(L.)Stearn (Liliaceae)
22. Allium aucheri Boiss. (Liliaceae)
23. Allium paniculatum L. subsp. paniculatum (Liliaceae)
24. Allium akaka S. G. Gmelin (Liliaceae)
25. Allium cf. cardiostemon Fisch. et Mey. (Liliaceae)

## Varietats

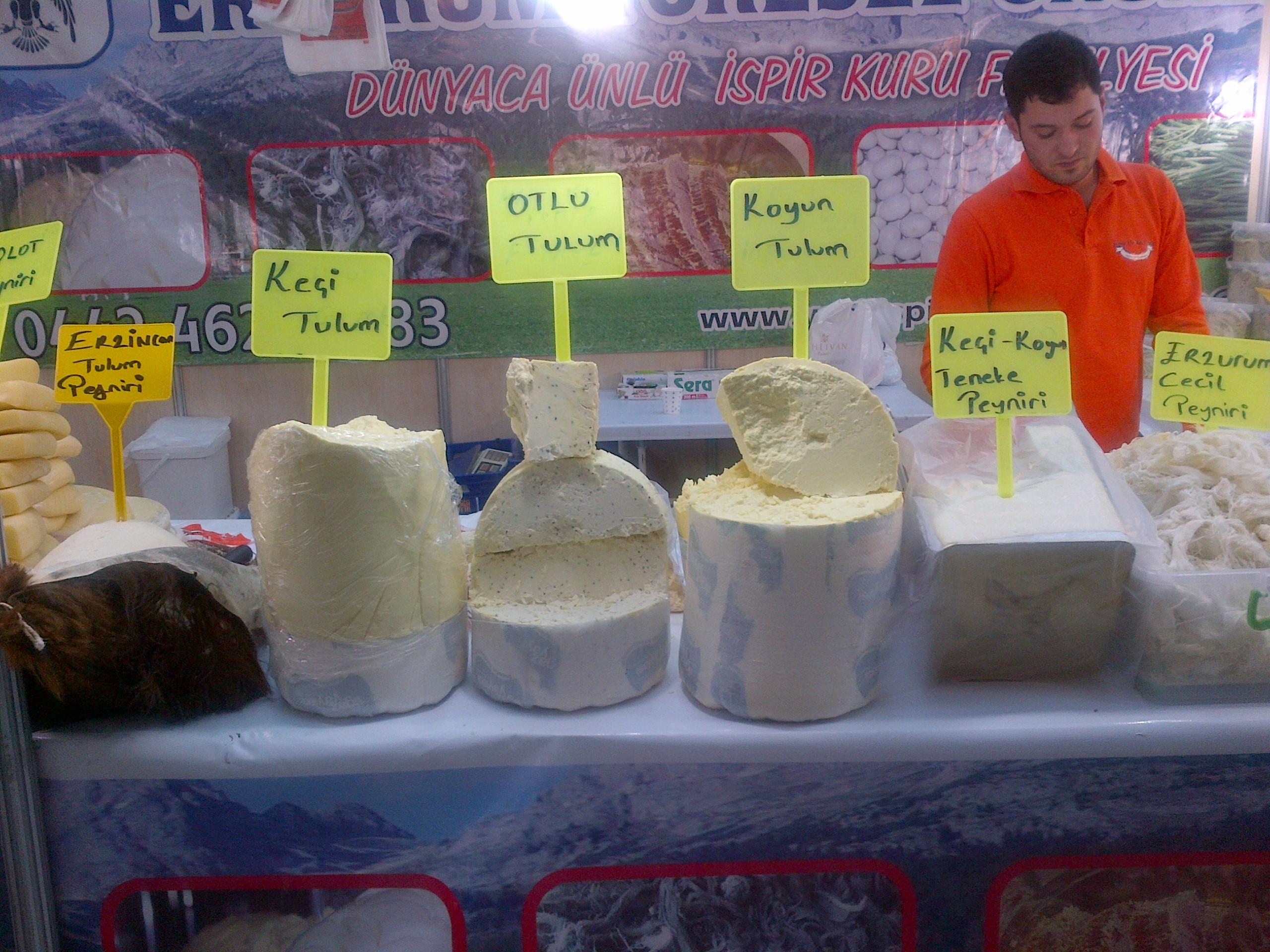
"Tulum peyniri" amb herbes, de la Regió de la Mar Negra de Turquia.

- Otlu tulum peyniri